# Istosmjerna struja
Istosmjerna struja ili istosmjerna električna struja je električna struja koja ima u tijeku vremena stalnu ili konstantnu jakost i trajno jedan te isti smjer. Za istosmjernu struju u strujnim krugovima vrijede osnovni zakoni: Ohmov zakon, oba Kirchhoffova zakona i zakoni osnovnih učinaka (Jouleov zakon za toplinski učinak, Faradayevi zakoni elektrolize, Hopkinsonov zakon magnetskog toka).
Električna struja je gibanje slobodnih elektrona, to jest negativno nabijenih čestica. Do takvog gibanja dolazi u nekom električnom vodiču ako je on svojim krajevima priključen na polove nekog izvora struje između kojih postoji električni napon. Kako napon između polova nastaje zbog razlike količine elektrona, to elektroni nastoje tu razliku izjednačiti tako da se gibaju od pola, gdje ih ima previše, prema polu, gdje ih ima premalo. Vlada li između obiju vodljivo spojenih točaka nekoga izvora struje stalni električni napon, u električnom vodiču će teći električna struja. Onaj pol izvora struje koji ima viši električni potencijal označuje se s plus (+),  a pol koji ima niži potencijal s minus (-). 
Za svako gibanje postoji neki uzrok. Tako je na primjer uzrok gibanju vode u vodovodnim cijevima razlika tlaka, a uzrok gibanju elektrona je elektromotorna sila (EMS), to jest ona sila koja stvara razliku električnih potencijala, to jest električni napon. Uređaji koji stvaraju elektromotornu silu zovu se izvori struje. Takav je na primjer izvor struje džepna baterija. Da struja može teći, strujni krug mora biti zatvoren. Strujni krug se sastoji od izvora struje i električnih vodiča koji su priključeni na njegove polove. Za otvaranje i zatvaranje strujnih krugova služe različiti prekidači ili sklopke. Otvori li se strujni krug, na primjer kod džepne baterije, elektromotorna sila će i dalje tjerati elektrone, pa će na negativnom polu nastati suvišak, a na pozitivnome manjak elektrona. Između polova vladat će, dakle, napeto stanje koje se zove električni napon ili električna napetost, što je posljedica elektromotorne sile. 

## Ohmov zakon
Ohmov zakon (nazvan po njemačkom fizičaru Georgu Simonu Ohmu) je zakon prema kojemu je jakost električne struje I u električnom vodiču, pri konstantnoj temperaturi, određena kao omjer električnoga napona U koji električnu struju prouzročuje i električnoga otpora R:
{\displaystyle I={\frac {U}{R}}}
I ostali oblici tog oblika zakona također se nazivaju po Ohmu: 
{\displaystyle U=I\cdot R}
{\displaystyle R={\frac {U}{I}}}
{\displaystyle I=U\cdot G}
gdje je:
- I - jakost električne struje kroz strujni krug u amperima (A);
- U - električni napon izvora u voltima (V);
- R - ukupan električni otpor strujnog kruga (otpor trošila + otpor električnih vodova + unutarnji otpor izvora struje) u omima (Ω). Om se može napisati i kao volt/amper (V/A).
- G - električna vodljivost, pa i neki izvedeni oblici, na primjer za vodiče pri različitim temperaturama.[2]

Ohmov zakon je jedan od temeljnih zakona elektrotehnike. Ohmov zakon vrijedi za metale i vodljive otopine. Takvi se vodiči zovu omski vodiči. Za neke materijale Ohmov zakon ne vrijedi a takvi se vodiči zovu neomski.

## Jouleova toplina
Jouleova toplina je toplina koja nastaje pri prolasku električne struje kroz vodič zbog njegova otpora. Ta je količina topline:
{\displaystyle Q=I^{2}\cdot R\cdot t}
gdje je: I - jakost struje, R - električni otpor vodiča, a t - vrijeme. Jednadžba je poznata i pod nazivom Jouleov zakon.
Prema tome Jouleov zakon glasi:
Razvijena toplina u nekom električnom vodiču (otporu) je razmjerna s kvadratom jakosti električne struje, veličinom električnog otpora i vremenom.

## Električni naboj ili količina elektriciteta
U osnovi se jakost istosmjerne struje objašnjena matematičkim izrazom:
{\displaystyle I={\frac {Q}{t}}}
gdje je: Q - količina elektriciteta ili električni naboj (osnovna jedinica je kulon), t - vremenski period (osnovna jedinica je sekunda). Ovaj izraz govori da je jakost električne struje zapravo količina naboja Q koja prođe presjekom nekog vodiča u nekom vremenu t.
Ako pozitivni priključak izvora preko nekog trošila (primjerice žarulje) povežemo na negativni priključak izvora, elektroni će nagrnuti s negativnog pola gdje su nagužvani, prema pozitivnom polu gdje ih nedostaje tako snažno, da će se tanka otporna žica žarulje usijati, te će žarulja zasvijetliti. Drugim riječima, od negativnog pola baterije poteći će struja elektrona prema pozitivnom polu. Zagrijavanje vodiča zbog prolaska struje zovemo toplinskim učinkom električne struje.
S obzirom na to da bi bilo teško često crtati bateriju, žaruljicu i druge električne elemente i naprave, dogovoreni su simboli za razne vrste električnih elemenata, pa opisani sklop shematski možemo prikazati donjom slikom. Takav sklop zovemo strujnim krugom. Strujni krug dakle sadrži neki izvor ili točnije izvor napona U na stezaljkama (iako greškom često zvan izvor struje), neko trošilo i električne vodove. U prikazanom primjeru ucrtana je i sklopka S, za uključenje, odnosno isključenje strujnog toka. Na slikama je vidljivo da je smjer struje označen od  + prema - polu, dakle obrnuto od smjera kretanja elektrona. Smjer struje je naime određen dogovorno, zbog određivanja zakonitosti prema kojima se odvijaju električni procesi, još u vrijeme kada nije bio detaljnije poznat mehanizam nastajanja električnih pojava.
Dakle, kao pozitivan, smjer struje je definiran od + prema - polu, iako se zapravo slobodni elektroni kroz strujni krug izvan izvora kreću u obrnutom smjeru. Ako se polaritet izvora ne mijenja kao kod baterijskog izvora, ne mijenja se ni smjer struje kroz strujni krug, pa se ta struja zove istosmjernom. 
Struja kroz vodič putuje velikom brzinom, međutim treba imati u vidu da je to ustvari brzina putovanja pojave premještanja elektrona s atoma na atom. Elektroni naime ne prelaze čitav strujni krug jureći kroz njega, nego samo preskaču s ljuskaste staze jednog atoma na ljuskastu stazu susjednog, prelazeći samo kratak put kroz vodič. To sliči putovanju vala po morskoj površini. Morem ne putuju čestice vode, nego samo pojava njihovog izdizanja i spuštanja. 

## Elektromotorna sila i napon na stezaljkama izvora
Iz unutrašnjost izvora pruža se otpor prolasku struje. Taj se otpor zove unutarnji otpor izvora Ri. Izvor stvara takozvanu elektromotornu silu E, to jest proizvodi razliku električnog potencijala na svojim stezaljkama, gomilajući elektrone na negativnom polu. Kad je izvor neopterećen, to jest kada nije na njega priključeno nikakvo trošilo, razlika potencijala (električni napon) na njegovim stezaljkama jednaka je elektromotornoj sili. Kad se međutim na izvor priključi trošilo, to jest kad je izvor opterećen, može se shvatiti da je u strujni krug uključen otpor trošila R, a s njim u seriju uključen je i unutarnji otpor izvora Ri. Ukupna elektromotorna sila raspodjeljuje se na savladavanje oba otpora. Kod toga, na oba otpora nastaje pad napona sukladan otporima. Rezultat je toga, da na stezajkama izvora više nećemo moći dobiti puni iznos elektromotorne sile koju stvara izvor, nego će ona biti umanjena za vrijednost pada napona na unutarnjem otporu  I∙Ri. Napon na stezaljkama bit će dakle:
{\displaystyle U=E-I\cdot R_{i}}
U ovom primjeru, zanemaren je pad napona na vodovima strujnog kruga. Opterećenom izvoru napon na stezaljkama bit će manji nego neopterećenom. Ovisnost napona na stezaljkama izvora o jakosti struje koju daje izvor prikazuje dijagram koji se zove karakteristika izvora. Smanjenje napona izvora nakon opterećenja razlogom je, što mjerenje napona baterijskih članaka kad su izvađeni iz uređaja i neopterećeni, ne daje pravu sliku stanja baterije. Neopterećena, ona može pokazivati puni napon, no, kad se optereti, može se pokazati da je ipak poluprazna i da nema dovoljan napon za ispravan rad uređaja s većom potrošnjom.

## Poveznice
- Elektromotorna sila